# Надежденско македонско благотворително братство
Надежденското македонско благотворително братство „Марко Лерински“ е организация на бежанците от областта Македония, установили се в Надежда, Софийско.

## История
Братството е основано на 4 март 1926 година с патрон Марко Лерински, като на заседанието участват Петър Мърмев и Димитър Мирковски. На 7 март братството избира настоятелство в състав Ангел Петров (председател), Борис Нешев (подпредседател), Тома Павлов (секретар), Христо Лазов (касиер), Спас Богданов (член дописник) и съветници Борис Илиев и Иван Траянов.